# Rušilec razreda Zumwalt
Zumwalt (sprva "DD(X)") je razred treh stealth rušilcev, ki jih uporablja Ameriška mornarica. Razred in prva ladja sta poimenovana po admiralu Elmu Zumwaltu. Zumwalt uporablja tehnologijo programa DD21. Rušilci so oboroženi s protiletalskimi raketami in manevrirnimi raketami Tomahawk, v prihodnosti je možna oborožitev s tirnim topom.